# Gabriel de Comane
Gabriel de Comane (né Guido de Vylder, 13 juin 1946 - 26 octobre 2013) est un archevêque orthodoxe du patriarcat œcuménique qui dirige l'exarchat patriarcal pour les paroisses orthodoxes de tradition russe en Europe occidentale de 2003 à 2013.

## Biographie
Né à Lokeren, en Belgique, dans une famille flamande catholique, il étudie la philosophie et la théologie jusqu'en 1974, obtenant ensuite son diplôme d'études morales et religieuses à l'Université de Louvain. Pendant ce temps, il est initié au christianisme orthodoxe à la paroisse de Saint-André à Gand, devenant orthodoxe en janvier 1974.
Ordonné diacre le 5 octobre 1975 par Georges Tarassov à la cathédrale Saint-Alexandre Nevsky de Paris, il est ordonné prêtre célibataire le 27 juin 1976 à la même cathédrale. En 1977, il est nommé prêtre de la paroisse de Maastricht. Il est également actif dans la fondation de communautés orthodoxes à Deventer, Bréda et Anvers. En 1992, il est nommé recteur de la paroisse de Liège, Belgique. En 1998, il est en outre nommé recteur de la paroisse de Maastricht.
Ayant prononcé les vœux monastiques en 1994, il est élu et consacré évêque auxiliaire de l'exarchat en 2001. À partir de décembre 2002, il exerce les fonctions d'administrateur de l'exarchat lors de la dernière maladie de son prédécesseur l'archevêque Serge (Konovaloff). Le 1er mai 2003, il est élu à la tête de l'exarchat. Son élection est formellement confirmée le 3 mai de la même année. Son intronisation a lieu dans la cathédrale Saint-Alexandre Nevsky à Paris le 1er juin 2004.

## Conflit avec le patriarcat de Moscou
Le 8 juin 2006, le Saint-Synode du Patriarcat de Constantinople se réunit et publie une déclaration recevant l'évêque Basile de Sergievo dans le Patriarcat de Constantinople - un acte qui provoque une controverse substantielle, car il n'a pas été libéré du Patriarcat de Moscou. La même déclaration donne à Basile de Sergievo le nouveau titre, Évêque d'Amphipolis (tiré d'un ancien siège en Grèce qui n'a plus d'évêque), et le chargé du soin des paroisses en Grande-Bretagne et en Irlande, en tant qu'évêque auxiliaire sous l'archevêque Gabriel de Komana à Paris. A cette époque, de telles paroisses n'existent pas. Après sa nomination, un certain nombre de paroisses et de communautés, ainsi qu'une partie du clergé et des laïcs du diocèse de Souroges, suivent l'évêque Basile dans l'archidiocèse et en viennent à constituer le vicariat épiscopal. Le premier service liturgique de Basile de Sergievo en tant que membre de l'archidiocèse a été une concélébration de la Divine Liturgie avec Gabriel de Comane dans la cathédrale Saint Alexandre Nevsky à Paris le 18 juin 2006. Les statuts sont adoptés par le Vicariat épiscopal le 23 juin 2007, et le Vicariat est enregistré comme organisme de bienfaisance (numéro d'enregistrement 1124252) le 29 mai 2008,. Depuis la retraite de Gabriel de Comane (le 12 octobre 2009), le Vicariat est devenu un doyenné au sein de l'Archidiocèse,.
En janvier 2013, Gabriel prend sa retraite pour des raisons de santé, après avoir souffert d'un cancer, et retourne à Maastricht. Il y meurt le 26 octobre 2013.